# Luna e l'altra
Luna e l'altra è un film del 1996 diretto da Maurizio Nichetti.

## Trama
Milano, anni cinquanta. Luna di Capua è una maestra elementare napoletana trasferitasi al nord per lavoro: una donna meticolosa e integerrima, che dedica la sua vita ai bambini e all'anziano padre con cui vive, che immagina una figlia più espansiva e vedrà il sogno avverarsi come nelle migliori favole. Con l'aiuto d'una lampada magica, appartenente al mago Igor, Luna perde la sua ombra, che ne assume le sembianze sotto il nome di Ombretta. Tutto ciò che Luna non ha fatto lo sperimenterà Ombretta, con un effetto trascinante di sdoppiamento.

## Produzione

### Riprese
Le scene scolastiche sono ambientate presso una vera scuola elementare, per l'esattezza la scuola "Rinnovata Pizzigoni" di Milano. Il regista ha coinvolto come comparse gli alunni delle classi quarte di quell'anno, che sono stati vestiti e pettinati come si usava negli anni cinquanta, e hanno contribuito alla scena finale, quando viene ritrovata la bomba nel giardino.

## Riconoscimenti
- 1997 - Golden Globe
  - Candidatura Miglior film straniero (Italia)
- 1997 - David di Donatello
  - Candidatura Migliore attrice protagonista a Iaia Forte
- 1997 - Nastro d'argento
  - Regista del miglior film a Maurizio Nichetti
  - Migliore attrice protagonista a Iaia Forte
  - Candidatura Migliore attore non protagonista a Aurelio Fierro
- 1997 - Globo d'oro
  - Miglior attrice a Iaia Forte
  - Candidatura Miglior film a Maurizio Nichetti
- 1997 - Ciak d'oro
  - Migliore attrice protagonista a Iaia Forte[1]
- 1997 -  Festival internazionale del cinema fantastico di Bruxelles
  - Corvo d'Oro al miglior film